# 厲公 (宋)
厲公（れいこう）は、西周の諸侯である宋の君主。姓は子、名は鮒祀。湣公の次子。湣公の死後、その弟の煬公が即位したが、鮒祀はこれに不満を抱いて、叔父の煬公を殺害し、兄の弗父何を公位につけようとした。弗父何は受けず、鮒祀は自ら立って宋の公となった。弗父何を栗に封じ、宋の国卿とした。弗父何は孔子の遠祖とされる 。